# 최성훈 (프로게이머)
최성훈(1988년 7월 2일 ~ )은 대한민국의 전 스타크래프트 II 프로게이머로 종족은 테란이었으며 현재 T1의 단장직을 맡고 있다. 한때 PoltPrime.WE이라는 아이디를 사용했었으나 GSL 슈퍼 토너먼트 우승 후 OptimusPrime.WE로 경기용 아이디 닉네임을 변경하였다가 TSL로 이적하면서 본 아이디인 Polt로 돌아왔다.

## 인물 개요
처음에는 워크래프트 3으로 데뷔하였으나 이 시기의 행보는 잘 알려져 있지 않았다. 이 때의 생애는 #생애 문단을 참조. 스타크래프트 II 오픈 시즌 데뷔때 서울대학교라는 학력으로 주목을 받아, '엄친아', '서울대테란'이라는 별명이 붙었다. 하지만, '취미로 게임 하는 선수'라는 비아냥도 있었다. 하지만 이후 꾸준한 성적을 내고, 슈퍼토너먼트에서는 결승전까지 진출해 문성원 상대로 4:0으로 우승을 차지해 이러한 목소리를 일축시킨다.
최성훈 선수의 플레이 스타일에는 큰 특징이 없으며, 불곰을 선호하는 편이다.
자신의 롤모델로 이윤열 선수를 말하고 있다. 꾸준히 잘하는 모습과, 누구에게 배우려고 하는 모습이 대단하다고 평가하고 있다.
GSL 해설진인 안준영, 채정원과는 대학교 선후배 관계.
2011년 9월, 프라임을 탈퇴해 잠시 무소속으로 활동하다가 곧 TSL에 입단하게 된다.
키가 작아서 컴플렉스를 가지고 있지만 특유의 자신감으로 잘 극복하고 있다.
2012년 12월 22일 미국에서 학업 및 선수 생활을 위해 TSL과 결별하였다.
2013년 3월 CM Storm과 개인 후원계약 체결을 발표했다.
2014년 2월 미국 PC 전문제조업체인 iBUYPOWER와의 후원 계약 체결을 발표했다.
2016년 3월 CM Storm과의 결별을 공식 발표했다.
2016년 5월 5일 Team Envyus 입단을 공식 발표했다.
이후 2020년 11월 13일 T1의 단장으로 선임되었다.

## 생애

### 워크래프트 III 시절
중학교 시절에 취미로 시작하였다. MBC게임에서 프라임리그가 사라지고 열린 [MWL]WEF 2005 한국리그 챔피언 결정전에서 첫 방송 경기 데뷔를 하였다. 당시 최성훈의 워크래프트 ||| 종족은 휴먼이었다.
프로즌쓰론 이후 박세룡과 김태인(SentimentaL)을 제외하곤 이렇다할 휴먼 프로게이머가 한국에는 없는 상황이었다. MWL 오픈을 전후로 휴먼 종족의 플레이 스타일에 있어서 우주방어 플레이가 인기를 끌었다. 이 선두 주자에는 Lof클랜의 클랜마스터 김성연(Lof.Myth)이 있었고 다수의 아마추어 휴먼 고수들을 지니고 있었던 Lof 클랜은 많은 휴먼 선수들을 MWL 예선 통과시키는 데 성공하였다. 이때 진출한 Lof클랜의 휴먼 세 명이 김성연(Lof.Myth), 김재웅(Lof.Strom), 최성훈(Lof.Polt)이다. 김성연은 MWL 1시즌 개막전에서 우방(우주방어) 플레이로 장재호를 상대로 승리한다. 이런 흐름 속에서도 최성훈은 수비적인 플레이가 아닌 몹시 공격적이고 다양한 전략들을 구사하였다. 특히 마운틴킹이라는 기동성을 떨어지지만 육중하고 파괴력이 강한 영웅을 첫 번째 영웅으로 사용하는 MFS(선마운틴킹 패스트멀티 스카이) 전략을 주로 사용하였다. MWL1 조별리그에서도 이러한 전략을 사용하고 타워를 최소한으로 짓지만, 조별리그에서 탈락한다.
그는 MWL 2시즌의 시드권을 부여받았지만 당시 수능을 앞둔 고등학교 3학년이어서 학업을 위해 시드권을 포기했다. 2007년 서울대학교농생명공학부에 입학하였으며, 2008년 서울대학교 동물생명공학과에 전공 진입했다.

### 스타크래프트 II
대학교 4학년때 재미로 출전한 첫 예선에서 결승전 상대로 김동주 선수를 이기고 본선에 진출. 김성연의 주선으로 프라임 클랜에 가입. 그 후 박외식 감독의 요청으로 입단한다.
오픈 시즌에서는 오픈 시즌 3 32강에서 임요환을 꺾는 이변을 연출하였으나 16강에서 조나단 월시에게 곧바로 패배하면서 별다른 주목을 받지 못했다. 정규 시즌에서는 포인트 누적으로 코드 S에 진출. 승격강등전에 몇번씩 강등되었다가 잔류에 성공하는 모습을 두고 이주영 해설은 위기 상황에서만 강해진다고 평했다.

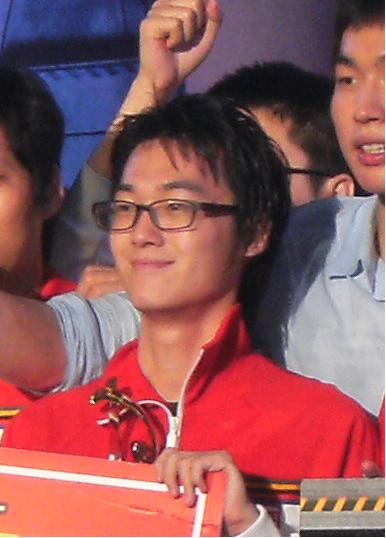
슈퍼 토너먼트에서 우승을 차지한 후, 최성훈의 모습

슈퍼 토너먼트에서 크리스 로란줴, 곽한얼, 양준식, 김정훈 등 강자를 꺾으면서 결승전에 진출. 결승전에서 문성원을 상대로 4:0으로 우승을 차지해 일약 스타덤에 오르게 된다.

## 주요 성적

### 선수
스타크래프트 II : 프리미어 개인리그 우승 8회, 준우승 5회
- 2010년 TG삼보-인텔 스타크래프트 2 OPEN Season 1 32강
- 2010년 소니 에릭슨 스타크래프트 2 OPEN Season 2 64강
- 2010년 소니 에릭슨 스타크래프트 2 OPEN Season 3 16강
- 2011년 소니 에릭슨 GSL Jan. Code S 32강
- 2011년 2세대 인텔 코어 GSL Mar. Code S 32강
- 2011년 LG 시네마 3D GSL May Code S 16강
- 2011년 LG 시네마 3D 슈퍼 토너먼트 우승 (vs 문성원 4:0)
- 2011년 소니 에릭슨 GSL July Code S 16강
- 2011년 소니 에릭슨 GSL Aug. Code S 4강
- 2011년 소니 에릭슨 GSL Oct. Code S 32강
- 2011년 WCG 2011 한국대표선발전 16강
- 2011년 소니 에릭슨 GSL Nov. Code S 32강
- 2011년 블리자드 엔터테인먼트 블리자드 컵 Blizzard Cup 6강
- 2012년 ASUS ROG Winter 2012 우승 (vs Stephano 4:1)[6]
- 2012년 DreamHack Open: Stockholm 준우승
- 2012년 IPL 4 8강
- 2012년 IPL Tournament of Champions 8강
- 2012년 MLG 2012 Spring Season Championship 7위
- 2012년 핫식스 2012 글로벌 스타크래프트 II 리그 시즌 1 Code A 48강
- 2012년 핫식스 2012 글로벌 스타크래프트 II 리그 시즌 2 Code S 32강
- 2012년 무슈제이 2012 글로벌 스타크래프트 II 리그 시즌 3 Code A 12강
- 2012년 핫식스 2012 글로벌 스타크래프트 II 리그 시즌 4 Code S 16강
- 2012년 핫식스 2012 글로벌 스타크래프트 II 리그 시즌 5 Code S 16강
- 2012년 IPL5 스타크래프트2 부문 3위
- 2012년 MLG 2012 Fall Season Championship 12강
- 2013년 2013 WCS 아메리카 시즌 1 챌린저리그 8강
- 2013년 2013 MLG Winter Championship 16강
- 2013년 MLG 2013 Spring Season Championship 우승
- 2013년 IEM Season VIII - Shanghai 8강
- 2013년 2013 WCS 아메리카 시즌 2 프리미어리그 우승 (vs 4:0 이제동) (2013 WCS 시즌 2 파이널 진출)
- 2013년 2013 WCS 시즌 2 파이널 16강
- 2013년 2013 WCS 아메리카 시즌 3 프리미어리그 우승 (vs 4:1 한지원) (2013 WCS 시즌 3 파이널 진출)
- 2013년 2013 WCS 시즌 3 파이널 16강
- 2013년 2013 WCS 글로벌 파이널 8강
- 2013년 2013 DreamHack Open: Winter 8강
- 2014년 IEM Season VIII - Sao Paulo 8강
- 2014년 IEM Season VIII - Cologne 준우승
- 2014년 IEM Season VIII - World Championship 4강
- 2014년 2014 WCS 아메리카 시즌 1 프리미어리그 8강
- 2014년 Lone Star Clash 3 준우승
- 2014년 2014 MLG Anaheim 준우승
- 2014년 2014 WCS 아메리카 시즌 2 프리미어리그 8강
- 2014년 2014 Red Bull Battle Grounds: Atlanta 준우승
- 2014년 Destiny I 8강
- 2014년 2014 Red Bull Battle Grounds: Global 6위
- 2014년 2014 Red Bull Battle Grounds: Detroit 우승 (vs 3:0 윤영서)
- 2014년 IEM Season IX - Toronto 16강
- 2014년 2014 Red Bull Battle Grounds: Washington 3위
- 2014년 2014 DreamHack Open: Stockholm 16강
- 2014년 2014 WCS 아메리카 시즌 3 프리미어리그 4강
- 2014년 2014 WCS 글로벌 파이널 16강
- 2014년 PughCraft Invitational #2 32강
- 2014년 2014 DreamHack Open: Winter 6강
- 2014년 IEM Season IX - San Jose 16강
- 2015년 IEM Season IX - Taipei 16강
- 2015년 2015 WCS 시즌 1 프리미어리그 우승 (vs 4:3 신동원)
- 2015년 2015 WCS 시즌 2 프리미어리그 4강
- 2015년 MSI Masters Gaming Arena 2015 16강
- 2015년 2015 WCS 시즌 3 프리미어리그 8강
- 2015년 2015 WCS 글로벌 파이널 16강
- 2016년 IEM Season X - Taipei 8강
- 2016년 2016 WCS Circuit: Winter Circuit Championship 우승 (vs 4:2 Snute)
- 2016년 Ting Open 16강
- 2016년 2016 DreamHack Open: Austin 16강
- 2016년 2016 WCS Circuit: Spring Circuit Championship 4강
- 2016년 2016 WCS Circuit: Summer Circuit Championship 준우승
- 2016년 2016 Kung Fu Cup Season 2 16강

### 지도자
- 2022 리그 오브 레전드 챔피언스 코리아 스프링 우승
- 미드 시즌 인비테이셔널 2022 준우승
- 2022 리그 오브 레전드 챔피언스 코리아 서머 준우승